# Spinalkanüle

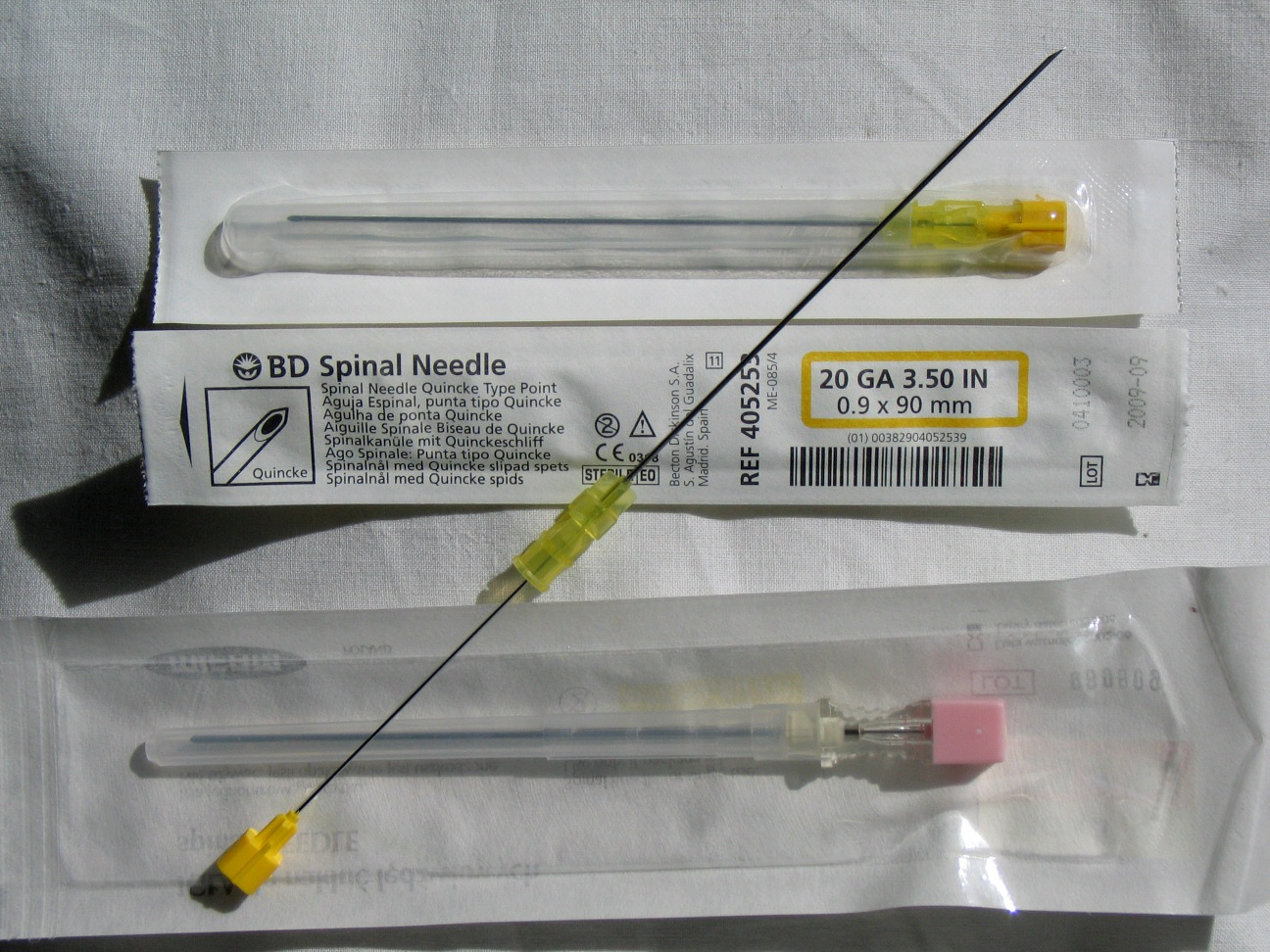
Spinalnadeln vom Typ Quincke

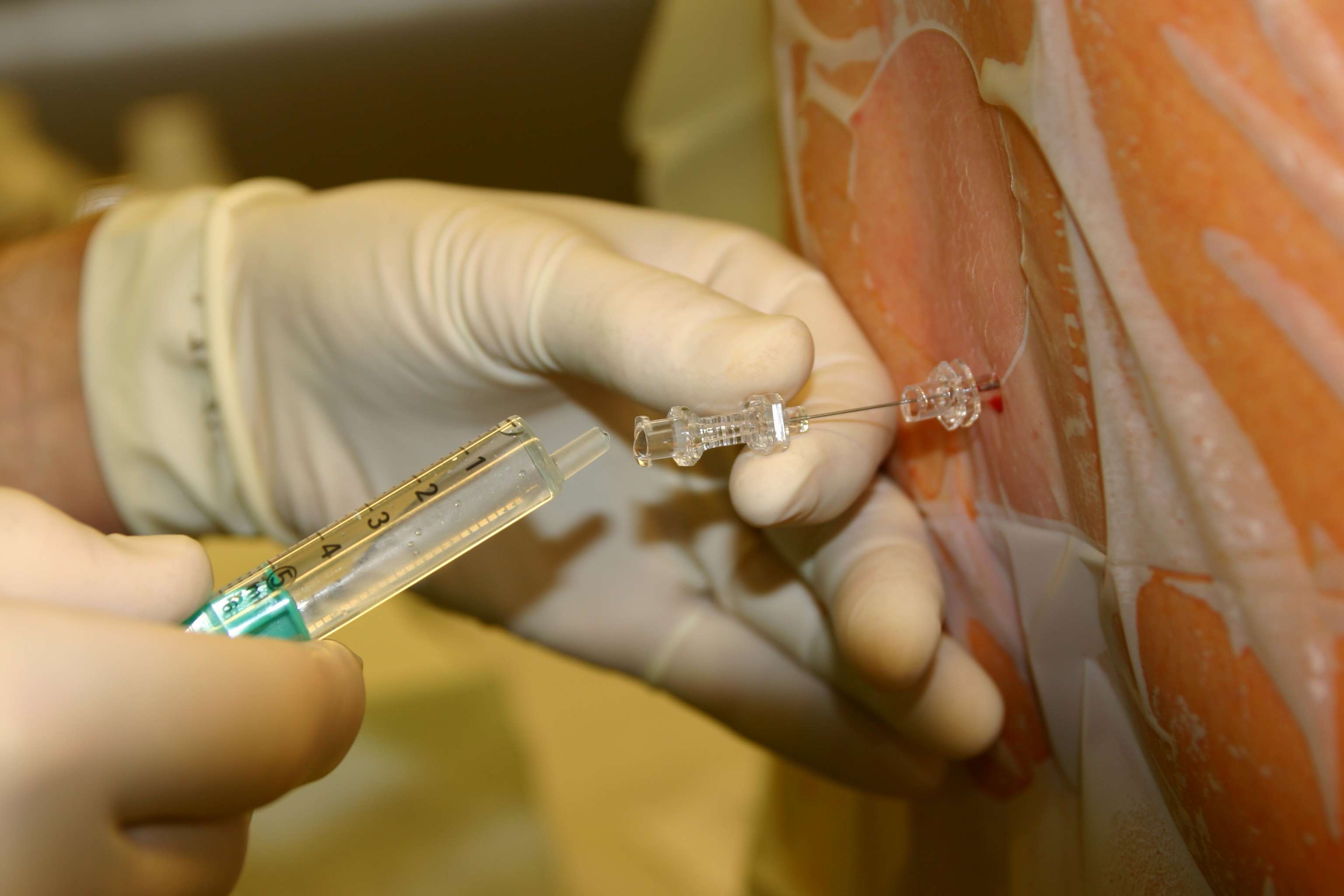
Einsatz der Spinalnadel. Rückfluss von Liquor durch eine 25-Gauge-Spinalnadel nach Punktion der Arachnoidea zu Beginn der Spinalanästhesie, also vor Applikation der Medikamente.

Eine Spinalkanüle ist eine spezielle Hohlnadel (Kanüle), mit der aus dem Wirbelsäulenkanal (Spinalkanal) Nervenwasser (Liquor cerebrospinalis) entnommen wird oder durch die Medikamente in den Liquor injiziert werden (siehe auch Lumbalpunktion, Spinalanästhesie).
In der Medizin werden eine Reihe verschiedener Modelle verwendet, die nach den Erfindern benannt werden (z. B. Quincke-Kanüle, Sprotte-Kanüle).

## Konstruktionsmerkmale
Spinalkanülen unterscheiden sich in einigen Konstruktionsmerkmalen von den „üblichen“ Kanülen, da sie mehreren speziellen Anforderungen der Liquorpunktion gerecht werden müssen:
- Vermeidung des postpunktionellen Kopfschmerzes,
- ausreichender Innendurchmesser für einen guten Liquorrückfluss,
- Stabilität, um die widerstandsfähigen Wirbelsäulenbänder zu durchdringen,
- es sollen keine Hautpartikel in den Stichkanal verschleppt werden.

### Vermeidung des postpunktionellen Kopfschmerzes
Durch die Lumbalpunktion werden die Hirn- bzw. Rückenmarkshäute verletzt. Diese sogenannten Meningen kleiden den Rückenmarkskanal aus und begrenzen den Liquorraum. Durch den Stich durch die Meningen fließt Liquor cerebrospinalis (Nervenwasser) in die Umgebung ab, was zu dem gefürchteten Liquorunterdruckkopfschmerz führen kann (auch genannt postpunktioneller oder postspinaler Kopfschmerz).
Um den Liquorverlust gering zu halten, soll die Spinalkanüle eine möglichst kleine „Wunde“ in den Rückenmarkshäuten hinterlassen. Daher werden sehr dünne Kanülen verwendet (für die Spinalanästhesie 25 bis 27 Gauge entsprechend 0,5 bis 0,4 mm Außendurchmesser).
Verschiedene Spitzenformen wurden konzipiert, die das Trauma minimieren sollen (atraumatische Spitzen). Die Bezeichnung der verschiedenen Kanülentypen bezieht sich auf den Erfinder oder das Aussehen der jeweiligen Spitze.

### Ausreichender Innendurchmesser versus Form- und Bruchstabilität
Liegt die Kanülenspitze korrekt im Liquorraum, so tropft das Nervenwasser aus der Kanüle heraus. Damit die Kanüle für Liquor und ggf. Medikamente gut passierbar ist, muss sie trotz des geringen Außendurchmessers ein relativ großes Lumen (Innendurchmesser) aufweisen. Dies geht zu Lasten der Wandstärke und damit der Stabilität.
Damit die Kanüle beim Einführen durch die starren, im Alter häufig durch Kalkeinlagerung verknöcherten Bänder nicht zu leicht verbiegt oder gar abbricht, wird sie mit einem Mandrin (Führungsnadel) verwendet, der das Lumen ausfüllt und damit die Stabilität verbessert.
Insbesondere die weicheren Pencil- und Ball-Point-Kanülen werden in der Regel durch eine Einführkanüle geschoben, die zuvor durch die Haut in Richtung der Wirbelsäulenbänder eingestochen wird. Dadurch werden Form und Richtung der Spinalkanüle stabilisiert.

### Vermeidung von Stanzzylindern
Neben der nötigen Stabilisierung verschließt der Mandrin das Kanülenlumen und sorgt so dafür, dass – insbesondere durch die vorn offene Quincke-Kanüle – kein Gewebszylinder ausgestochen wird. Neben der möglichen Verstopfung der Kanüle droht die Verschleppung bakteriell kontaminierter Haut in die Tiefe des Stichkanals (Gefahr der Infektion: Intraspinaler Abszess, Meningitis).

## Verschiedene Arten von Spinalkanülen

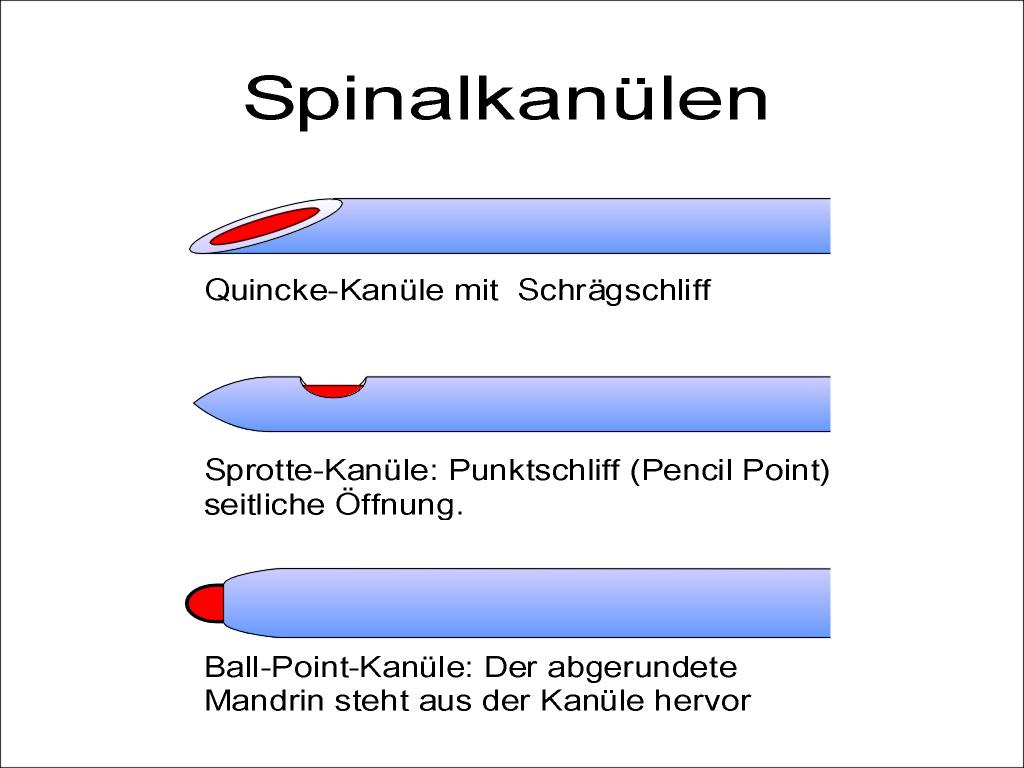

### Quincke-Kanüle
Heinrich Irenaeus Quincke führte die Liquorpunktion als Routineuntersuchung in die Medizin ein. Von ihm stammt der Quincke-Schliff, bei dem die Kanülenspitze schräg angeschliffen ist, wie es für „konventionelle Kanülen“ typisch ist. Die Quincke-Kanüle ist die stabilste unter den Spinalkanülen, hat jedoch den Nachteil, dass der Schrägschliff sich durch das Gewebe „schneidet“.

### Pencil-Point-Kanülen nachWhitacrebzw.Sprotte
Diese Kanülen sind – wie Stecknadeln oder Bleistiftspitzen – spitz zugeschliffen (punktgeschliffen), damit sie die Fasern der Meningen nicht zerschneiden, sondern stattdessen das Gewebe auseinanderdrängen. Die Öffnung der Nadel ist seitlich eingeschliffen.

### Ball-Point-Kanüle
Ball-Point-Kanülen oder Ballpen-Kanülen sehen aus wie stark verkleinerte Kugelschreiber (engl. ball pen); die Mine entspricht dem gerundeten Mandrin, der nach Eindringen in den Liquorraum zurückgezogen wird. Die „Hülle des Kugelschreibers“ entspräche dann der eigentlichen Kanüle. Diese Formgebung soll die Traumatisierung weiter vermindern.